# مؤسسه تحصیلات عالی ابن خلدون
مؤسسه تحصیلات عالی ابن خلدون، نهاد آموزشی عالی غیردولتی در شهر کابل، استان کابل افغانستان است.

## پیشینه
مؤسسه تحصیلات عالی ابن خلدون با بدست آوردن جواز در ۲۸ سبنله/شهریور ۱۳۹۵ از وزارت تحصیلات عالی افغانستان به‌طور رسمی به کار آغاز کرد.

## دانشکده‌ها
دانشکده‌ها در مقطع کارشناسی/لیسانس:
- دانشکده حقوق
- دانشکده اقتصاد (اداره و تجارت)[۱]